# Gran Premi dels Estats Units del 1976
Resultats del Gran Premi dels Estats Units de Fórmula 1 de la temporada 1976, disputat al circuit de Watkins Glen el 10 d'octubre del 1976.

## Resultats de la cursa
| Pos | No | Pilot              | Equip                  | Voltes | Temps/ Retir.        | Pos. de sort. | Punts |
| --- | -- | ------------------ | ---------------------- | ------ | -------------------- | ------------- | ----- |
| 1   | 11 | James Hunt         | McLaren - Ford         | 59     | 1h 42' 40. 742       | 1             | 9     |
| 2   | 3  | Jody Scheckter     | Tyrrell - Ford         | 59     | + 8.03 s             | 2             | 6     |
| 3   | 1  | Niki Lauda         | Ferrari                | 59     | + 1' 02.324 min.     | 5             | 4     |
| 4   | 12 | Jochen Mass        | McLaren - Ford         | 59     | + 1' 02.458 min.     | 17            | 3     |
| 5   | 34 | Hans Joachim Stuck | March - Ford           | 59     | + 1' 07.978 min.     | 6             | 2     |
| 6   | 28 | John Watson        | Penske - Ford          | 59     | + 1' 08.190 min.     | 8             | 1     |
| 7   | 2  | Clay Regazzoni     | Ferrari                | 58     | + 1 Volta            | 14            |       |
| 8   | 19 | Alan Jones         | Surtees - Ford         | 58     | + 1 Volta            | 18            |       |
| 9   | 30 | Emerson Fittipaldi | Fittipaldi - Ford      | 57     | + 2 Voltes           | 15            |       |
| 10  | 17 | Jean-Pierre Jarier | Shadow - Ford          | 57     | + 2 Voltes           | 16            |       |
| 11  | 18 | Brett Lunger       | Surtees - Ford         | 57     | + 2 Voltes           | 24            |       |
| 12  | 25 | Alex Ribeiro       | Hesketh - Ford         | 57     | + 2 Voltes           | 22            |       |
| 13  | 24 | Harald Ertl        | Hesketh - Ford         | 54     | + 5 Voltes           | 21            |       |
| 14  | 21 | Warwick Brown      | Wolf - Williams - Ford | 54     | + 5 Voltes           | 23            |       |
| NC  | 38 | Henri Pescarolo    | Surtees - Ford         | 48     | No classificat       | 26            |       |
| Ret | 16 | Tom Pryce          | Shadow - Ford          | 45     | Motor                | 9             |       |
| Ret | 9  | Vittorio Brambilla | March - Ford           | 34     | Pneumàtics           | 12            |       |
| Ret | 26 | Jacques Laffite    | Ligier - Matra         | 34     | Pneumàtics           | 4             |       |
| Ret | 8  | Carlos Pace        | Brabham - Alfa Romeo   | 31     | Col·lisió            | 10            |       |
| Ret | 7  | Larry Perkins      | Brabham - Alfa Romeo   | 30     | Suspensions          | 13            |       |
| Ret | 5  | Mario Andretti     | Lotus - Ford           | 23     | Suspensions          | 11            |       |
| Ret | 22 | Jacky Ickx         | Ensign - Ford          | 14     | Accident             | 19            |       |
| Ret | 6  | Gunnar Nilsson     | Lotus - Ford           | 13     | Motor                | 20            |       |
| Ret | 10 | Ronnie Peterson    | March - Ford           | 12     | Suspensions          | 3             |       |
| Ret | 20 | Arturo Merzario    | Wolf - Williams - Ford | 9      | Accident             | 25            |       |
| Ret | 4  | Patrick Depailler  | Tyrrell - Ford         | 7      | Bomba de combustible | 7             |       |
| NVQ | 39 | Otto Stuppacher    | Tyrrell - Ford         |        |                      | 0             |       |

## Altres
- Pole: James Hunt 1'43. 622

- Volta ràpida: James Hunt 1' 42. 851 (a la volta 53)